# Halysidota
Halysidota là một chi bướm đêm thuộc phân họ Arctiinae, họ Erebidae.

## Các loài
- Halysidota anapheoides Rothschild, 1909
- Halysidota ata Watson, 1980
- Halysidota atra Druce, 1884
- Halysidota baritioides Rothschild, 1909
- Halysidota brasiliensis Rothschild, 1909
- Halysidota cinctipes Grote, 1865
- Halysidota conflua Watson, 1980
- Halysidota davisii H. Edwards, 1874
- Halysidota donahuei Watson, 1980
- Halysidota elota (Möschler, 1886)
- ? Halysidota eudolobata Hampson, 1901
- Halysidota fuliginosa Rothschild, 1909
- Halysidota fumosa Schaus, 1912
- Halysidota grandis (Rothschild, 1909)
- Halysidota grata Walker, 1866
- Halysidota harrisii Walsh, 1864
- Halysidota humosa (Dognin, 1893)
- Halysidota instabilis Dyar, 1912
- Halysidota insularis Rothschild, 1909
- Halysidota intensa Rothschild, 1909
- Halysidota interlineata Walker, 1855
- Halysidota interstriata (Hampson, 1901)
- Halysidota leda (Druce, 1890)
- Halysidota masoni (Schaus, 1895)
- Halysidota melaleuca (Felder, 1874)
- Halysidota meridionalis Rothschild, 1909
- Halysidota mexiconis Strand, 1919
- Halysidota nigrilinea Watson, 1980
- Halysidota orientalis Rothschild, 1909
- Halysidota pearsoni Watson, 1980
- Halysidota pectenella Watson, 1980
- Halysidota rhoda (Hampson, 1901)
- Halysidota roseofasciata (Druce, 1906)
- Halysidota rusca (Schaus, 1896)
- Halysidota ruscheweyhi Dyar, 1912
- Halysidota schausi Rothschild, 1909
- Halysidota semibrunnea (Druce, 1906)
- Halysidota steinbachi Rothschild, 1909
- Halysidota striata Jones, 1908
- Halysidota tessellaris Smith, 1797
- Halysidota torniplaga Reich, 1935
- Halysidota triphylia (Druce, 1896)
- Halysidota tucumanicola Strand, 1919
- Halysidota underwoodi Rothschild, 1909
- Halysidota yapacaniae Watson, 1980

## Hình ảnh

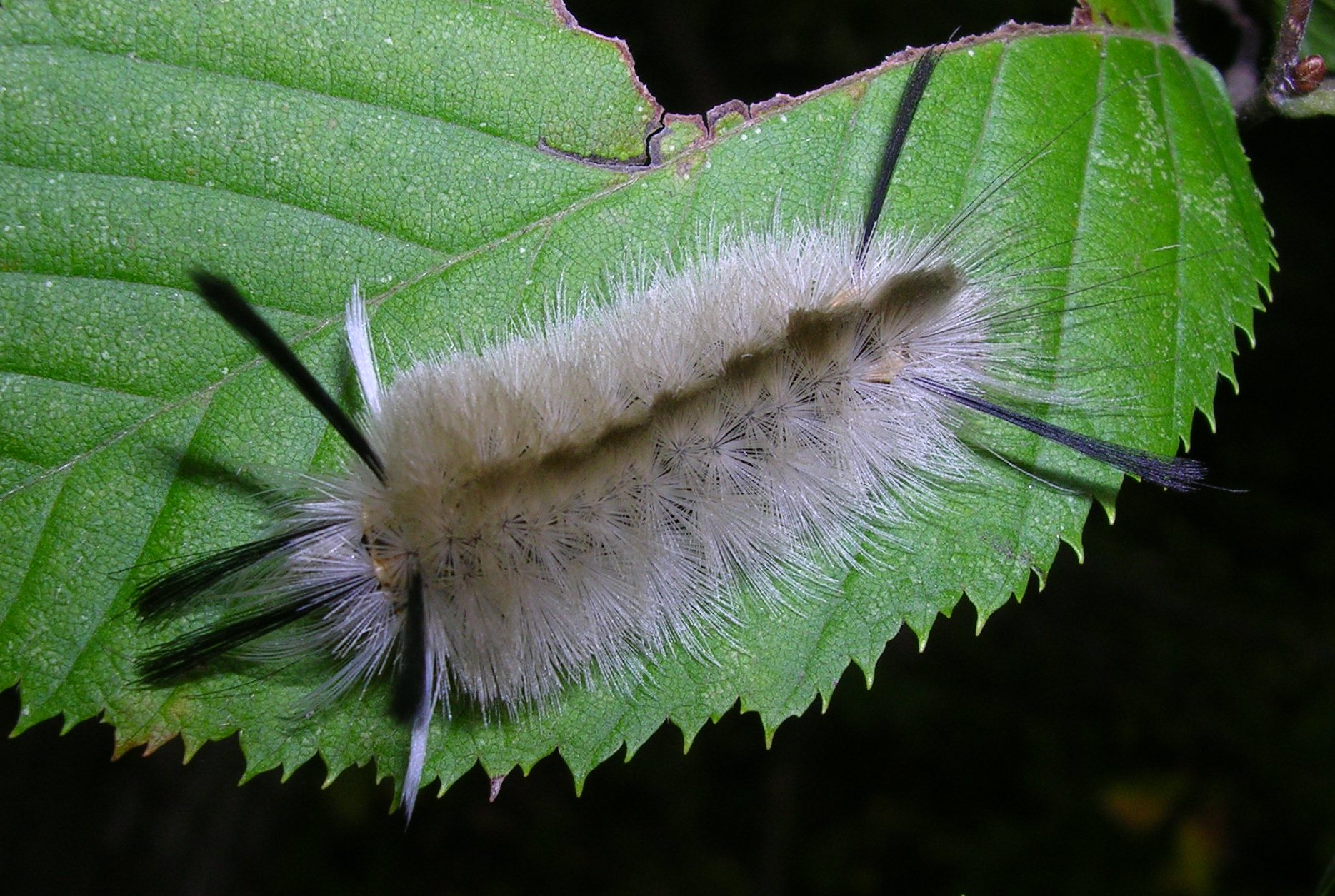
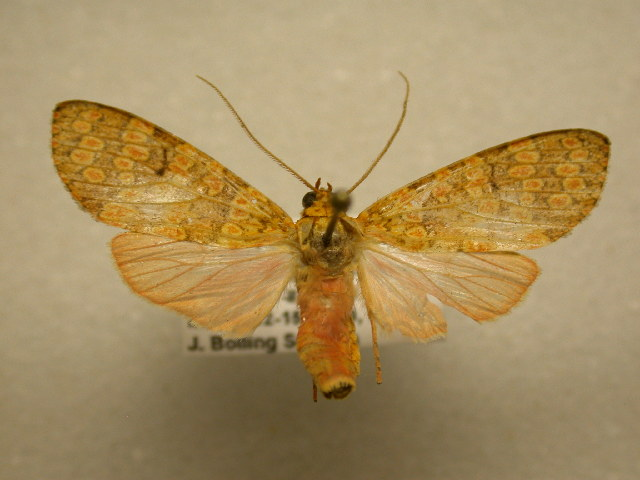
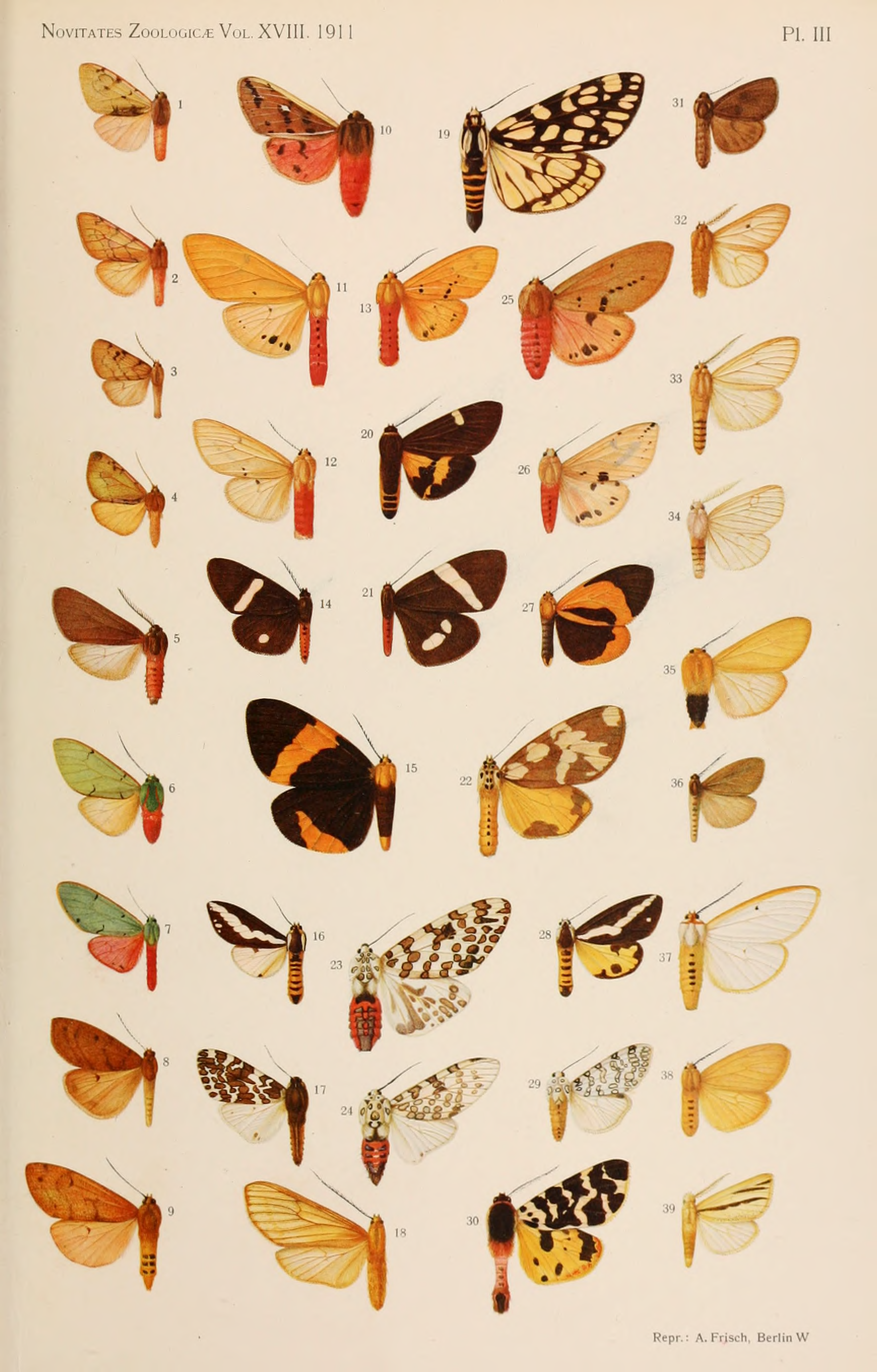